# Битка при Сома
Битката при река Сома в Северна Франция започва на 1 юли 1916 г. и завършва на 18 ноември 1916 г. и е една от най-мащабните и скъпоструващи битки по време на Първата световна война. Целта на тази битка е да отдалечи немските сили от битката при Вердюн. Затова силите на Съюзниците (Англия и Франция) правят опит да си пробият път през германската гранична линия при река Сома. В крайна сметка, по брой жертви битката при река Сома надминава тази при Вердюн.
Плановете за офанзивата започват да се оформят идейно, когато немските войски започват битката при Вердюн. Френските войски се посвещават на защитата при Вердюн, така че бремето се пренася върху английските войски. Битката е предшествана от 7-дневни артилерийски бомбардировки, в които англичаните взривяват 1,5 милиона снаряда, а 10 мини са заровени, от които 3 съдържат около 20 тона експлозив. На север офанзивата се оказва неуспешна за Съюзниците, тъй като комуникацията им е неадекватна, а немците са се укрепили добре. На юг е успешна главно в областта на Мамец и Монтобан. На 15 септември започва последната битка при Флер-Курслет. Именно в нея дебютира танкът като бойна машина. Все пак, първите танкове са много бавни, не са издръжливи. и са уязвими към артилерия. От 49 английски танка, 32 достигат до мястото на сражението, а от тях само 21 успяват да влязат в битката, поради технически проблеми или защото заседнали в окопите. В крайна сметка, Съюзниците успяват да спечелят само малки териториални придобивки – те завладяват едва 8-километрова ивица, като това е по-малко отколкото очаквали, а Германия  губи много висококвалифицирани военни кадри. Продължават дискусиите относно необходимостта, значението и влиянието на битката, която се оказва изключително кървава и за двете страни.

## Прелюдия

### Англо-френски план за атака
Британските намерения се изменят заедно с военната ситуация, а френските загуби в битката при Вердюн намаляват наличните войски за офанзивата при Сома и покачват спешността за започване на военни действия там. Главната роля в офанзивата се прехвърля на британците и на 16 юни Дъглас Хейг определя целта на настъплението като облекчение на натиска върху французите при Вердюн и нанасянето на щети по германските сили. След петдневен артилерийски обстрел британската 4-та армия трябва да завземе 25 km от германската фронтова линия от Монтобан до Сер, докато 3-та армия трябва да заблуди противника при Гомкур. В хода на втория етап, 4-та армия има за цел да превземе втората немска линия, от Позиер до Анкър, след което и втората им позиция южно от пътя Албер – Бапом и да се приготви за атака срещу третата немска позиция южно от пътя за Флер, при което резервни кавалерийски дивизии ще се възползват от възможността да се придвижат на изток и после на север към Арас. Френската 6-а армия, с един корпус на северния бряг от Марикур до Сома и два корпуса на южния бряг до Фукокур, трябва да извърши спомагателна атака, която да прикрива десния фланг на основното настъпление на британците.

### Предателство на британските планове
През 2016 г. в немските архиви е открито, че датата и мястото на британската офанзива са били издадени на германските сили от двама политически недоволни ълстърски войници няколко седмици преди операцията. В резултат на това, германските военни сили полагат значителни отбранителни усилия в британския сектор на офанзивата при Сома.

### Германска защита
След битките през есента на 1915 г. започва да се оформя трета отбранителна линия през февруари 1916 г., която е почти завършена при Сома към момента на започване на битката. Германската артилерия е организирана в поредица от баражни сектори (на немски: Sperrfeuerstreifen). От всеки офицер се очаква да е запознат с покритието на батареята в своя сектор, а батареите чакат в готовност да открият огън по мишените си. Изградена е телефонна система, чиито линии преминават на 1,8 m под земята, свързвайки фронта с артилерията. Защитата при Сома има две присъщи слабости, които не са разрешени. Предните окопи са разположени под неблагоприятен наклон и са очертани от тебеширените подпочвени камъни, което ги прави лесно забележими. Отбраната на фронтовата линия е претъпкана. Концентрацията на войници по фронтова линия с неблагоприятен наклон гарантира, че тя ще срещне голям артилерийски обстрел, навигиран от наземни наблюдатели, които се водят по ясно обозначените тебеширени линии.

## Ход на битката

### Първи етап, 1 – 17 юли
Битката при Сома продължава 141 дни. Започва с битка за Албер на 1 юли 1916 г. Офанзивата е започната от пет дивизии от френската 6-а армия по източния бряг на Сома, единадесет дивизии от британската 4-та армия северно от Сома и две дивизии от британската 3-та армия близо до Гомкур. Посрещната от германската 2-ра армия на генерал Фриц фон Белов. Германската защита южно от пътя Албер – Бапом е сломена и французите бележат успехи от двата бряга на Сома, докато британската армия също жъне успех при Марикур. По южния бряг на реката, германската отбранителна линия вече е неспособна да издържи още едно нападение, поради което предприема мащабно отстъпление. Фрикур на северния бряг на реката е изоставен. Защитниците северно от пътя нанасят тежък удар на британската пехота, която отбелязва безпрецедентен брой жертви. Договорени са няколко временни примирия, за да се изтеглят ранените войници от ничията земя северно от пътя. Британската 4-та армия понасят 57 470 жертви, включително 19 240 загинали, а френската 6-а армия дава 1590 жертви. Немската 2-ра армия докладва за 10 – 12 хиляди жертви.

#### Битка за Албер, 1 – 13 юли
Битката за Албер обхваща първите две седмици от англо-френските офанзивни действия в битката при Сома. Съюзническата подготвителна артилерийска бомбардировка започва на 24 юни, а англо-френската пехота влиза в настъпление на 1 юли по южния бряг, от Фукокур към Сома и от Сома на север към Гомкур, на 3 km след Сер. Френската 6-а армия и дясното крило британската 4-та армия нанасят значителни щети по немската 2-ра армия, но от пътя Албер – Бапом до Гомкур британската атака се оказва голям провал и довежда до повечето от около 60 хилядите британски жертви. Противно на желанието на Жозеф Жофър, Хейг изоставя офанзивата северно от пътя, за да подпомогне успеха на юг от него, където англо-френските сили вече напредват към втората немска линия, след което би могло да се предприеме пълномащабно настъпление.

#### Битка за хребета Базантен, 14 – 17 юли
Четвърта армия напада втората немска отбранителна позиция от Сома покрай Гиймон и Жинши, северозападно по билото на хребета до Позиер на пътя Албер – Бапом. Целите на нападението са селата Базантен льо Пети, Базантен льо Гран и Лонгвал, в съседство до гората Делвил. Атаката е проведена от четири дивизии по 5,5-km фронт в 3:25 часа сутринта след петминутен интензивен артилерийски обстрел. Войската настъпва плътно зад пълзящия напред артилерийски обстрел към ничията земя, което им позволява да изминат само малко разстояние, след като баражът секва. Повечето от целите са превзети, а германската защита южно от пътя Албер – Бапом едвам издържа, но атаката не е продължена, поради влошената комуникация, жертвите и дезорганизацията на британците.

#### Битка за Фромел, 19 – 20 юли
Битката за Фромел е спомагателна атака в поддръжка на 4-та армия на около 80 km южно от Сома, която се възползва от отслабването на немските сили там. Подготовката за нападението е прибързана, войските нямат достатъчно опит в окопната война, а силата на германската отбрана е сериозно подценена, като атакуващите са превъзхождани числено в съотношение 2:1. На 20 юли Ерих фон Фалкенхайн нарежда на Гвардейския резервен корпус да се изтегли за укрепването на фронта при Сома. Битката за Фромел нанася известни загуби на немските защитници, но не води до териториални придобивки. Атаката представлява дебют за Австралийската имперска сила на Западния фронт. Някои съвременници я описват като „най-лошите 24 часа в цялата австралийска история“. От 7080 жертви на Британския експедиционен корпус, 5333 са от австралийската 5-а дивизия. Немските жертви съставляват 1600 – 2000 души.

### Втори етап, юли – септември

#### Битка в гората Делвил, 14 юли – 15 септември
Битката в гората Делвил е операция, целяща подсигуряването на британския десен фланг, докато центърът напредва към по-високите части на Позиер. След битката за Албер, офанзивата се насочва към завземането на укрепени села, гори и друг терен, който предоставя позиции за наблюдение за артилерийския огън, за предприемането на нови атаки или други тактически предимства. Взаимно скъпото сражение в гората Делвил в крайна сметка укрепва британския десен фланг и бележи дебюта на южноафриканската 1-ва пехотна бригада на Западния фронт, която държи гората от 15 до 20 юли. Когато пристигат подкрепления, бригадата вече е загубила 2536 души.

#### Битка за Позиер, 23 юли – 7 август
Битката за Позиер започва с превземането на селото от 1-ва австралийска дивизия. Това е единственият британски успех в съюзническото фиаско от 22 – 23 юли, когато мащабна атака с французите на юг се разпада на поредица от отделни атаки, поради провал на комуникациите, доставките и лошите метеорологични условия. Германските бомбардировки и контраатаки започват на 23 юли и продължават до 7 август. Боевете приключват, когато съюзническите сили завземат платото северно и източно от селото, което им предоставя изглед към укрепеното село Типвал отзад.

#### Битка за Гиймон, 3 – 6 септември
Битката за Гиймон се провежда по десния фланг на британския сектор, близо до границата с френската 6-а армия. Германската защита обгражда британската издатина при гората Делвил на север и разполага с изглед към района на френската 6-а армия на юг към река Сома. Немската отбрана в района се основава на втората линия и няколко укрепени села и ферми северно от Морепа, Гиймон, Фалфемон и Делвил. Битката за Гиймон е считана от някои наблюдатели за най-голямото усилие на немската армия в хода на битката. Съюзническите военачалници свикват многобройни срещи, за да координират съвместните атаки на четирите армии, всичките от които се разпадат. Затишието на англо-френските нападения към края на август съвпада с най-голямата контраатака на германските сили в битката при Сома.

#### Битка за Жинши, 9 септември
В битката за Жинши, ирландската 16-а дивизия превзема едноименното село от германците. Жинши се намира на 1,5 km североизточно от Гиймон, на кръстопът между шест шосета и на възвишение с изглед към Комбъл, на 4 km югоизточно. След края на битката за Гиймон, на британските войски е наредено да напреднат към позиции с изглед към немската трета отбранителна линия и да се подготвят за пълномащабна атака към средата на септември. Британското настъпление от гората Льоз на север към Жинши започва на 3 септември, когато 7-а дивизия превзема селото, след което е изтласкана назад от германска контраатака. Превземането на Жинши и успехът на френската 6-а армия на 12 септември след най-голямото си нападение в хода на битката за Сома позволяват и на двете армии да отправят все по-големи атаки. През септември, съюзническите сили завземат още повече земи и нанасят 130 000 жертви на германските защитници.

### Трети етап, септември – ноември

#### Битка за Флер-Курслет, 15 – 22 септември
Битката за Флер-Курслет е третата и последна мащабна офанзива, предприета от британската армия. Тя е насочена срещу междинната линия и немската трета отбранителна линия и цели превземането на Морвал, Лебьоф и Геюдекур. Подпомагана е от френска атака срещу Фрежикур и Ранкур, имаща за цел да обгради Комбъл. Стратегически пробив не е постигнат, но тактическите придобивки са значителни – фронтовата линия на Антантата е изместена с 2,3 – 3,2 km напред и са нанесени множество жертви на германците. В тази битка дебютират Канадският корпус, Новозеландската дивизия и танкове от британския Картечен корпус.

#### Битка за Морвал, 25 – 28 септември
Битката за Морвал е започната от британската 4-та армия, която нахлува в Морвал, Лебьоф и Геюдекур, които са окупирани от германската 1-ва армия. Именно тези села са крайните цели на офанзивата Флер-Курслет от по-рано. Атаката е отложена за да може да се комбинира със силите на френската 6-а армия срещу Комбъл, южно от Морвал. Комбинираната атака цели и ограничаването на германските подкрепления около Типвал. Комбъл, Морвал, Лебьоф и Геюдекур са завзети и малък брой танкове се присъединяват по-късно към битката. Германците понасят голям брой жертви, но французите напредват бавно въпреки това. Настъплението на 4-та армия на 25 септември е най-дълбокото проникване зад линиите на немците от 14 юли дотогава. Това силно усложнява положението на германците, особено около Комбъл. Съюзническите резерви започват настъплението си на 26 септември при хребета Типвал.

#### Битка за хребета Типвал, 26 – 28 септември
Битката за хребета Типвал е първата голяма офанзива, предприета от британската Резервна армия на генерал-лейтенант Хюбърт Гоф, и цели да се възползва от нападението на британската 4-та армия срещу Морвал. Хребетът Типвал е добре укрепен, а немските му бранители се сражават с голяма решителност, докато британската координация на пехота и артилерия се влошава след първия ден, поради обърканите боеве в лабиринта от окопи и кратери. Крайните британски цели не са достигнати до започването на битката за възвишенията Анкър. Организационните трудности и влошаващите се метеорологични условия осуетяват намеренията на Жозеф Жофър да продължи с енергичните си координирани атаки на англо-френските войски, които се разединяват и упадат към края на месец септември. Това съвпада със съживяване на германската защита. Британците експериментират с нови техники в газовата война и танково-пехотно коопериране, докато немците се борят срещу числения превес на противника въпреки реорганизацията и значителните подкрепления от войници, артилерия и самолети, пристигнали от Вердюн. Септември се оказва най-кървавият и най-скъпоструващият месец за германците.

#### Битка за хребетите Транслоа, 1 октомври – 11 ноември
Битката за хребетите Транслоа започва при добро време и Льо Сар е превзет на 7 октомври. От 8 до 11 октомври са правени паузи, поради силен дъжд, а периода 13 – 18 октомври се отделя за методически бомбардировки. По това време става ясно, че германската отбрана се е възстановила от по-ранните поражения. Хейг се консултира с офицерите си и на 17 октомври намалява мащаба на действията като отменя плановете на 3-та армия и намалява атакуващите части на Резервната армия и 4-та армия. Следва още едно прекъсване, преди операциите да продължат отново на 23 октомври по северния фланг на 4-та армия с още забавяния до 5 ноември, заради влошените метеорологични условия. На следващия ден, 4-та армия приключва офанзивните си действия, с изключение на малки атаки, целящи да подобрят британските позиции и да отклонят немското внимание от нападенията, извършвани от 5-а армия и Резервната армия. Следващите по-мащабни действия се провеждат чак през януари 1917 г.

#### Битка за възвишенията Анкър, 1 октомври – 11 ноември
Битката за възвишенията Анкър започва, след като Хейг прави планове 3-та армия да завземе земите източно от Гомкур, Резервната армия да атакува на север от хребета Типвал и на изток от Бомон Амел-Ебютерн, а 4-та армия да достигне пътя Перон – Бапом близо до Льо Транслоа и гората Боланкур-Тилоа-Лупар, северно от пътя Албер – Бапом. Резервната армия влиза в настъпление, за да завърши превземането на окопите северно от Курслет, докато лошото време причинява големи затруднения и забавяния. Новите германски дивизии, мобилизирани от по-спокойните фронтове, контраатакуват често и британските цели са подсигурени едва към 11 ноември.

#### Битка за Анкър, 13 – 18 ноември
Битката за Анкър е последната голяма британска операция през 1916 г. 5-а армия нахлува в долината Анкър, възползвайки се от германското изтощение след битката за възвишенията Анкър и целейки да завземе земи, от които да се предприеме по-голяма офанзива през следващата година. Политическата пресметливост, угрижеността за съюзническия морал и натиска на Жофър за продължаване на атаките във Франция повлияват на Хейг. Атаката срещу Сер се проваля, макар бригада от 31-ва дивизия да изпълнява целта си, преди да бъде изтеглена по-късно. Южно от Сер са превзети Бомон Амел и Бокур-сюр-л'Анкър. Достигнати са покрайнините на Гранкур, а канадската 4-та дивизия завзема окопите северно от Курслет. След това настъпва временно затишие до януари 1917 г., докато двете страни са възпрепятствани от зимата.

## Последващи действия
След битката за Анкър, британските атаки по фронта на Сома спират, поради зимните метеорологични условия, а военните операции и от двете страни са ограничени до оцеляване в дъжда, снега, калта, мъглата и пълните с вода окопи. Покрай подготовката за битката при Арас, британците се опитват да задържат вниманието на Германия към фронта на Сома. Британските действия около Анкър от 10 януари до 22 февруари 1917 г. принуждават немците да се изтеглят назад с 8 km по 6,4-километров фронт. На 22 – 23 февруари германците се изтеглят с още 4,8 km назад по 24-километров фронт.

## Анализ
Към началото на 1916 г., по-голямата част от британската армия е неопитна и зле обучена маса от доброволци. Битката при Сома се оказва голямо изпитание за тях. Макар британските доброволци да са годни за военна служба, ентусиазирани и образовани граждани, те нямат военен опит, поради което са считани за имащи по-малка военна стойност отколкото останалите обучени офицери от германската армия. Британските жертви през първия ден от битката са най-многобройни в цялата история на британската армия. Те наброяват 57 470 души, от които 19 240 загиват.
Британските оцелели от битката получават важен опит. Междувременно, германците губят на бойното поле много от обучените си през мирно време пехотинци. Войната на изтощение е логичен ход на британците срещу Германия, която се намира едновременно във война срещу Франция и Русия. Битката при Сома поставя безпрецедентно напрежение върху германската армия. Към края на 1916 г., германската армия вече е изтощена и със спаднал морал от натрупващото се влияние на войната на изтощение и честите си поражения. Този процес продължава чак до рухването на немската армия в края на 1918 г.
Унищожаването на германските формирования в битката само се утежнява от липсата на почивка. Британските и френските самолети, както и далекобойната артилерия, достигат далеч зад фронтовата линия, където изморените немски войници копаят окопи и укрепват точки. Въпреки затрудненото стратегическо положение на германската армия, тя оцелява след битката, устоява на настъплението на Брусилов и покорява почти цяла Румъния с българска помощ.
Британците и французите напредват с около 9,7 km по 26-километров фронт при Сома на цената на 419 654 – 432 000 британски и около 200 000 френски жертви срещу 465 181 – 500 000 немски жертви.